# Igreja de Santa Maria do Castelo (Olivença)

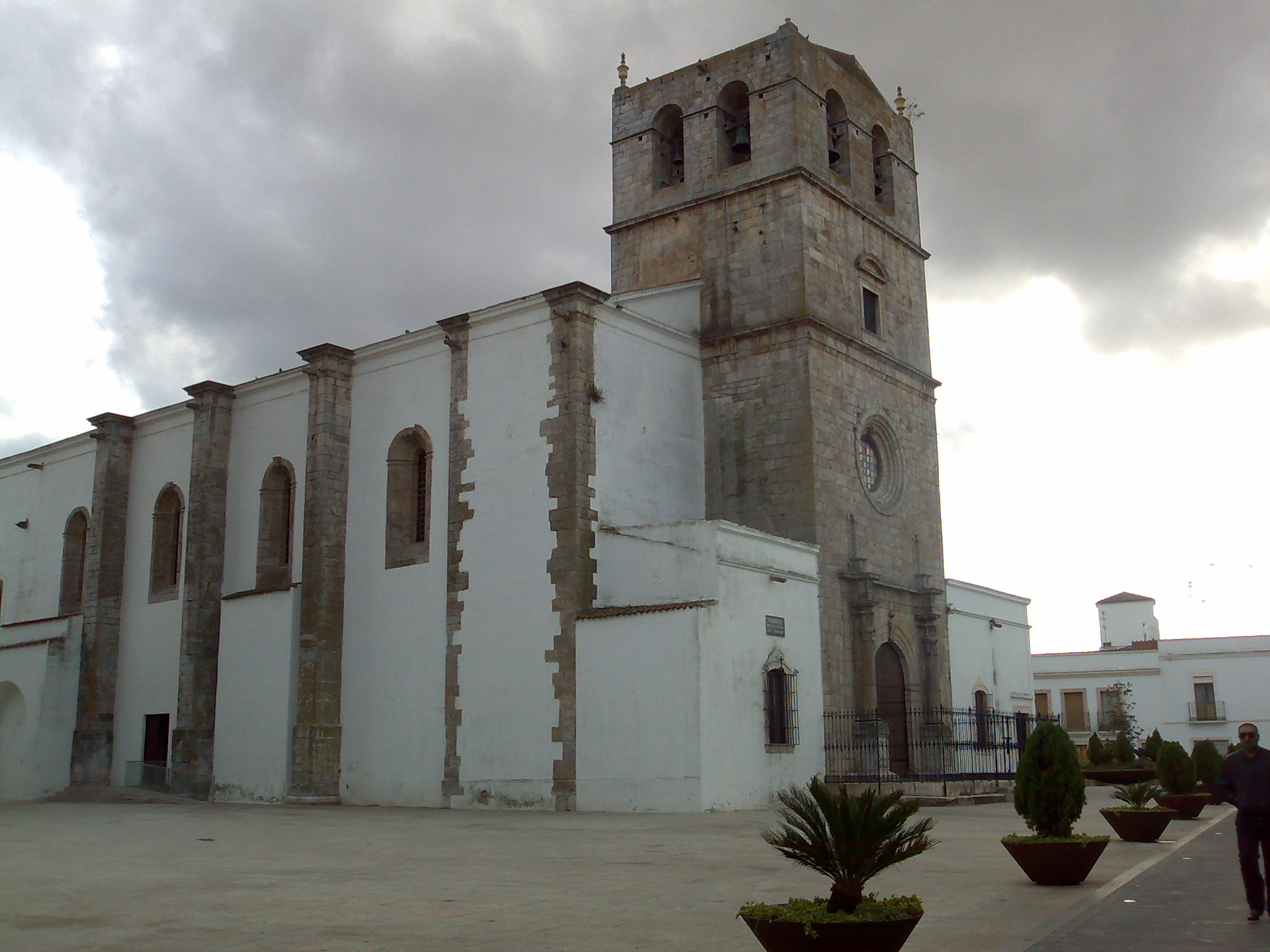
Igreja de Santa Maria do Castelo

Igreja de Santa Maria do Castelo é uma igreja situada em Olivença. Mais precisamente, situa-se dentro do Castelo de Olivença e deu nome a uma das antigas freguesias desta cidade, a freguesia de Santa Maria do Castelo. Foi inicialmente construída no século XIII, tendo posteriormente sido reconstruída no século XVI.
No século XIV, a igreja pertencia à Ordem de Avis. Em 1309, o então mestre de Avis Frei Lourenço Afonso outorgou ao rei D. Dinis um terço das rendas da igreja e de todas as outras que viessem a ser construídas nas imediações, para ajudar as obras de construção e de manutenção do castelo e suas fortificações, de forma a melhorar a segurança da vila.
No início do século XVIII, a igreja constituía-se já como igreja matriz da vila e possuía um reitor e 5 beneficiados
.
No chamada capela do Evangelho, no interior da igreja, existe um antigo retábulo de madeira, no qual se encontra desenhada uma Árvore de Jessé, em várias cores, mostrando as figuras de Jessé, pai de David, a virgem Maria e o menino Jesus, entre outras figuras bíblicas da árvore genealógica de Jesus.

## Galeria

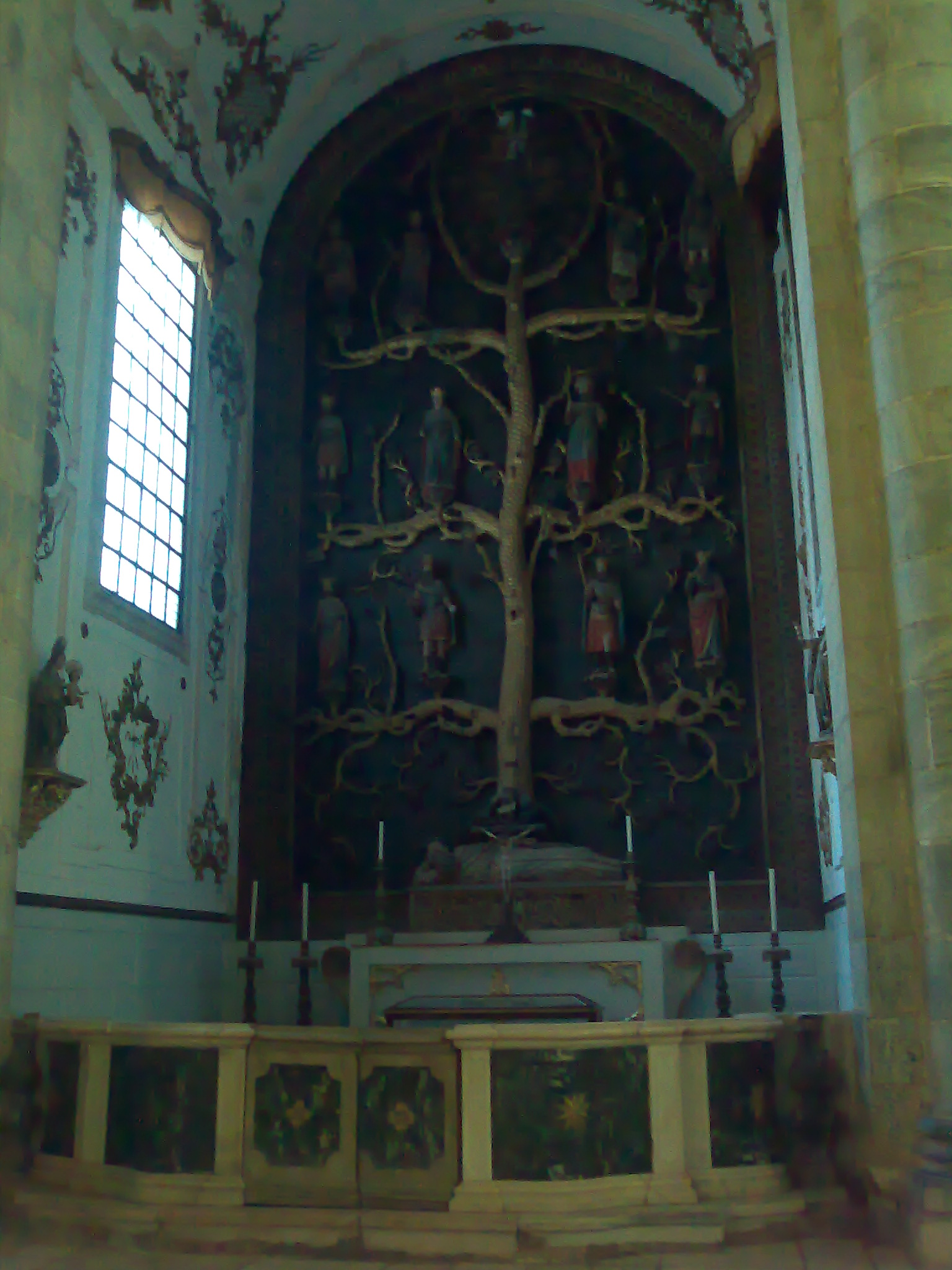
Capela do Evangelho
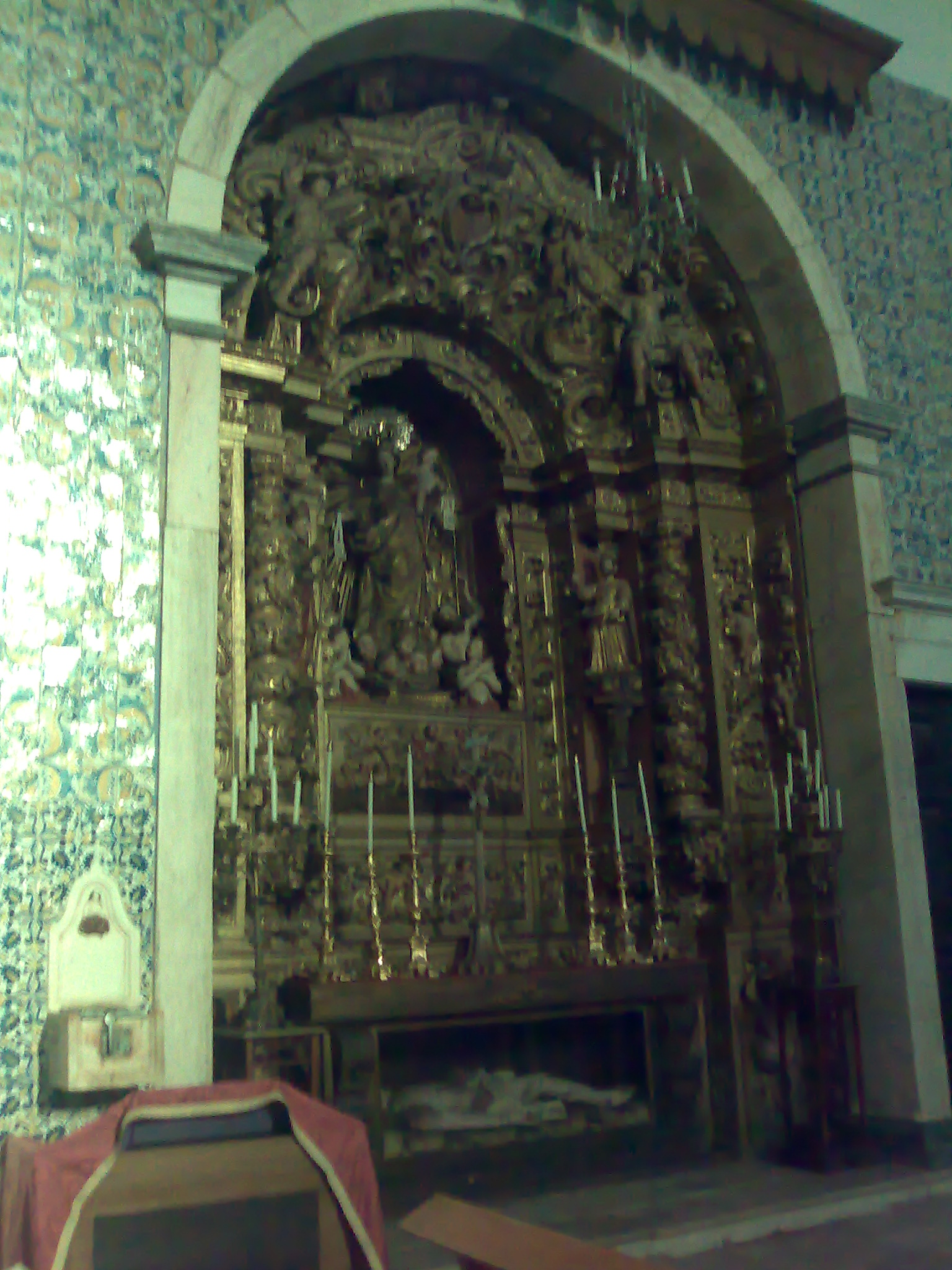
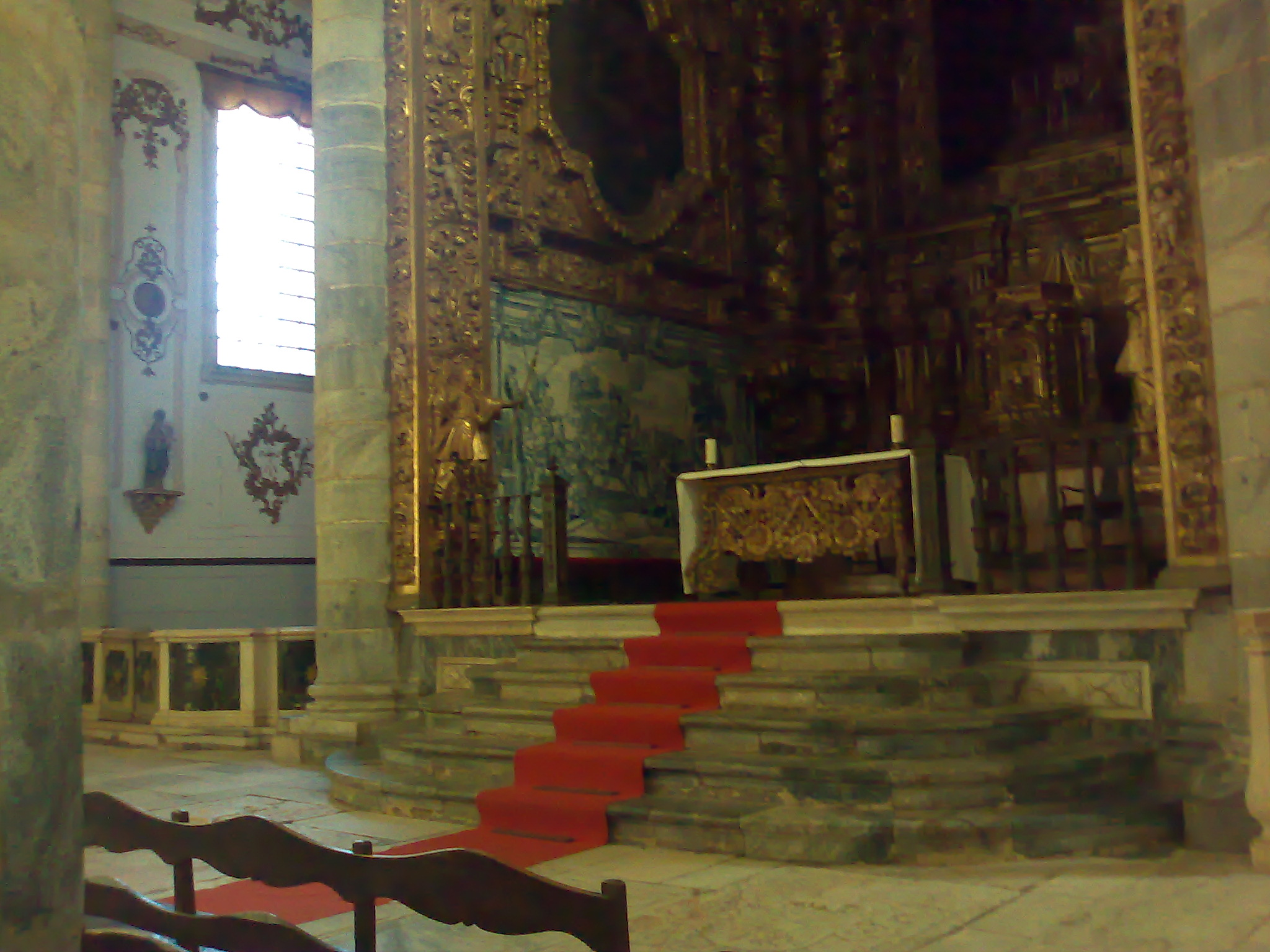
Azulejos
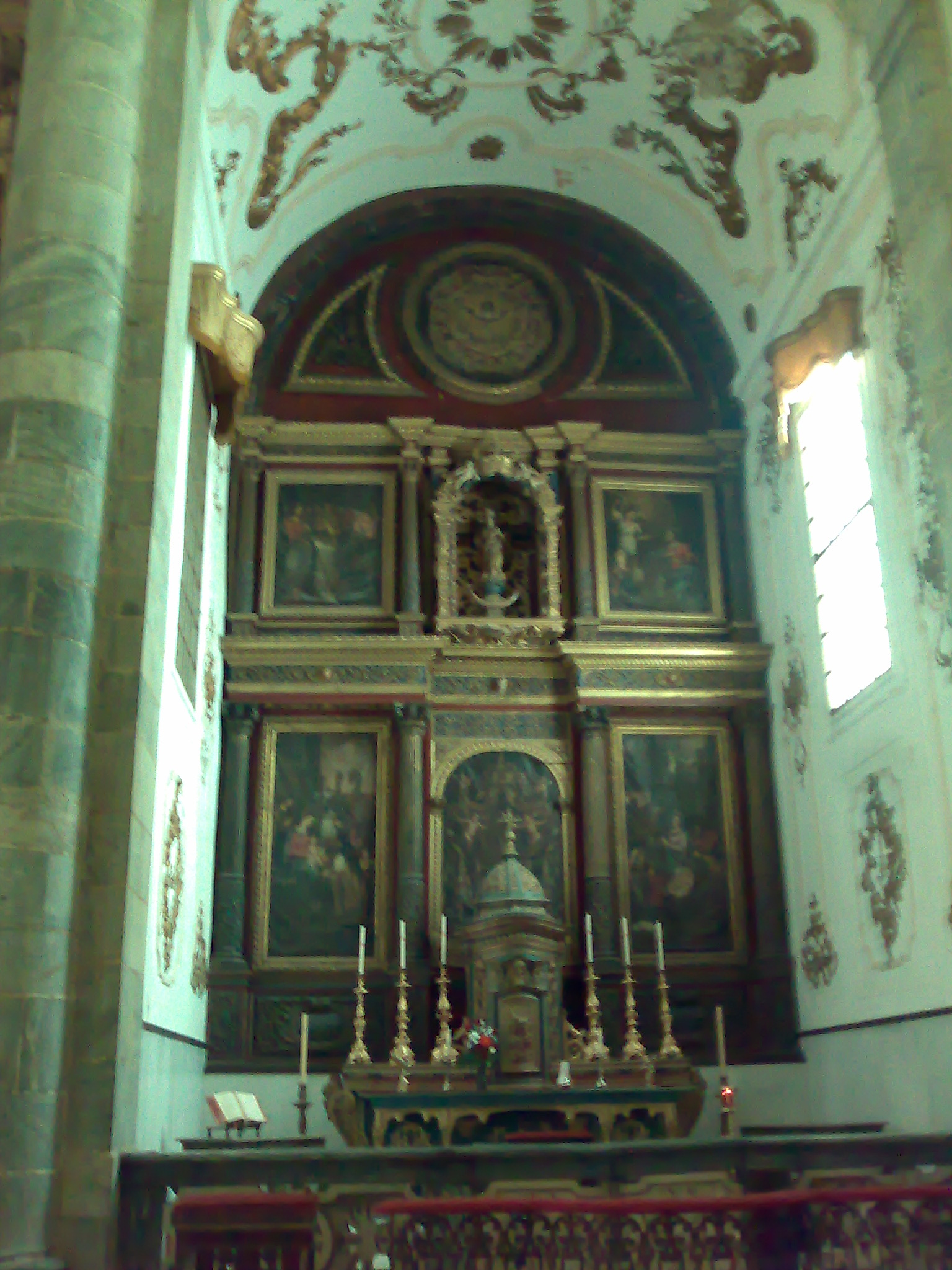
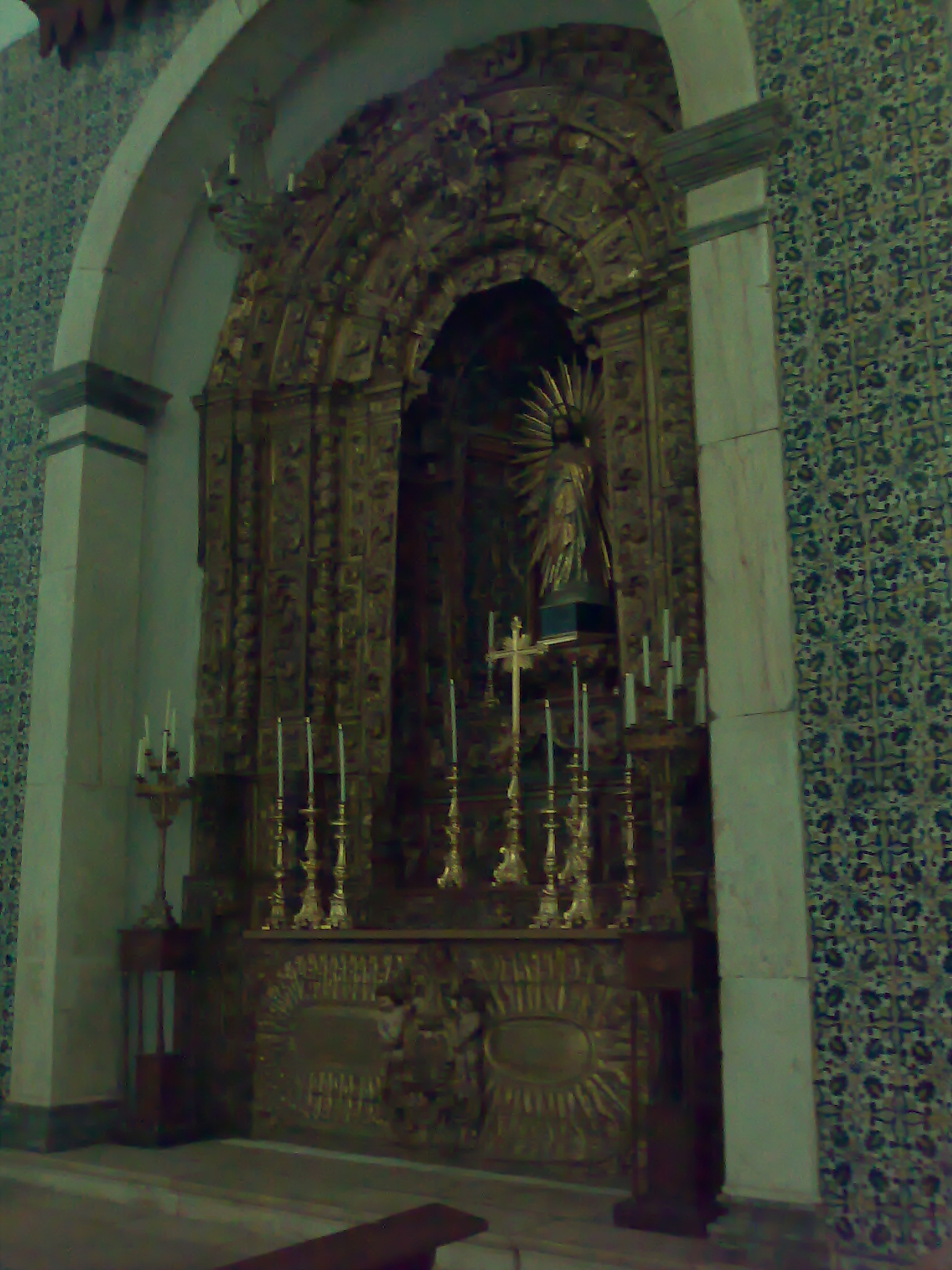
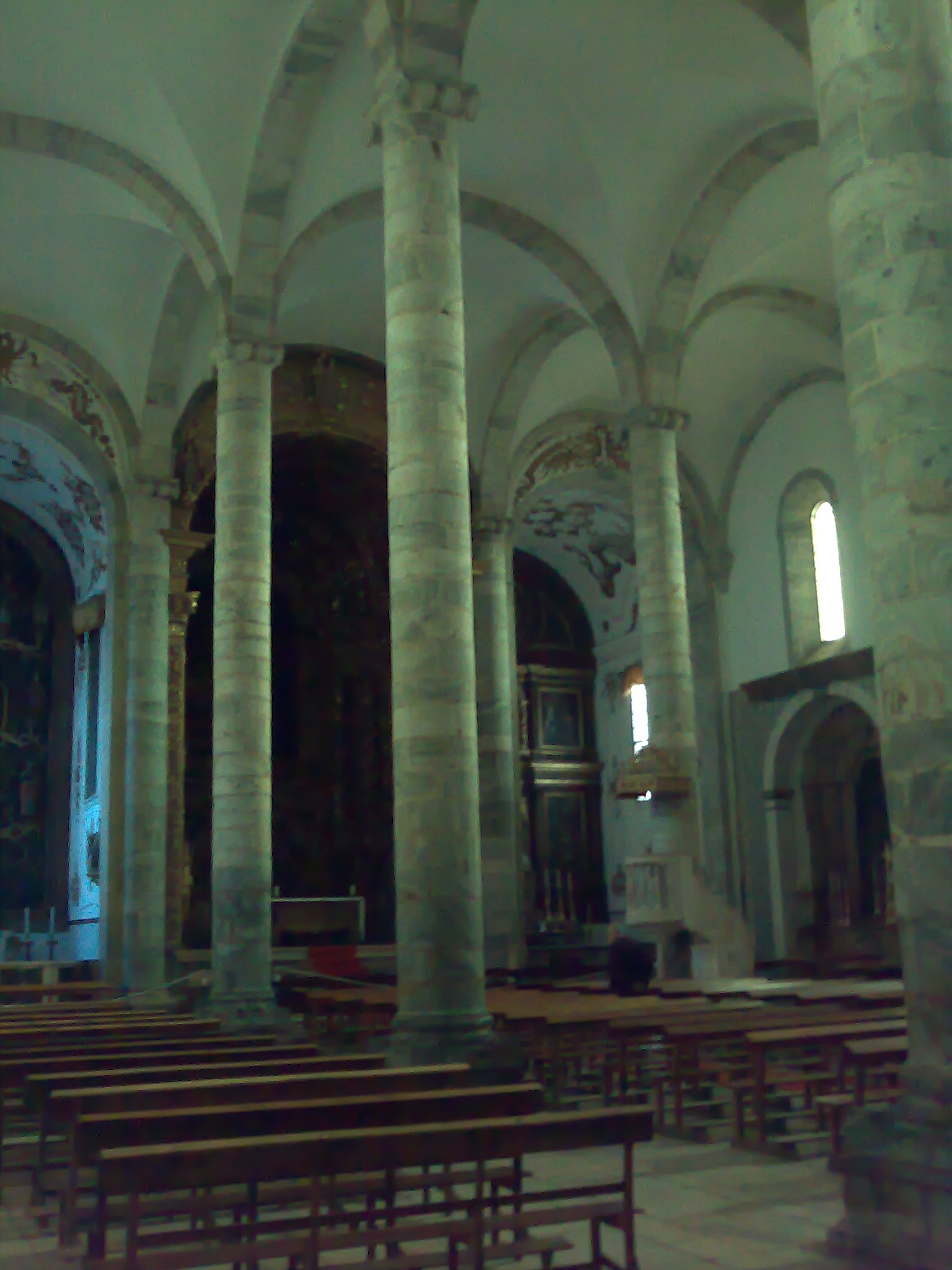
Vista geral do interior
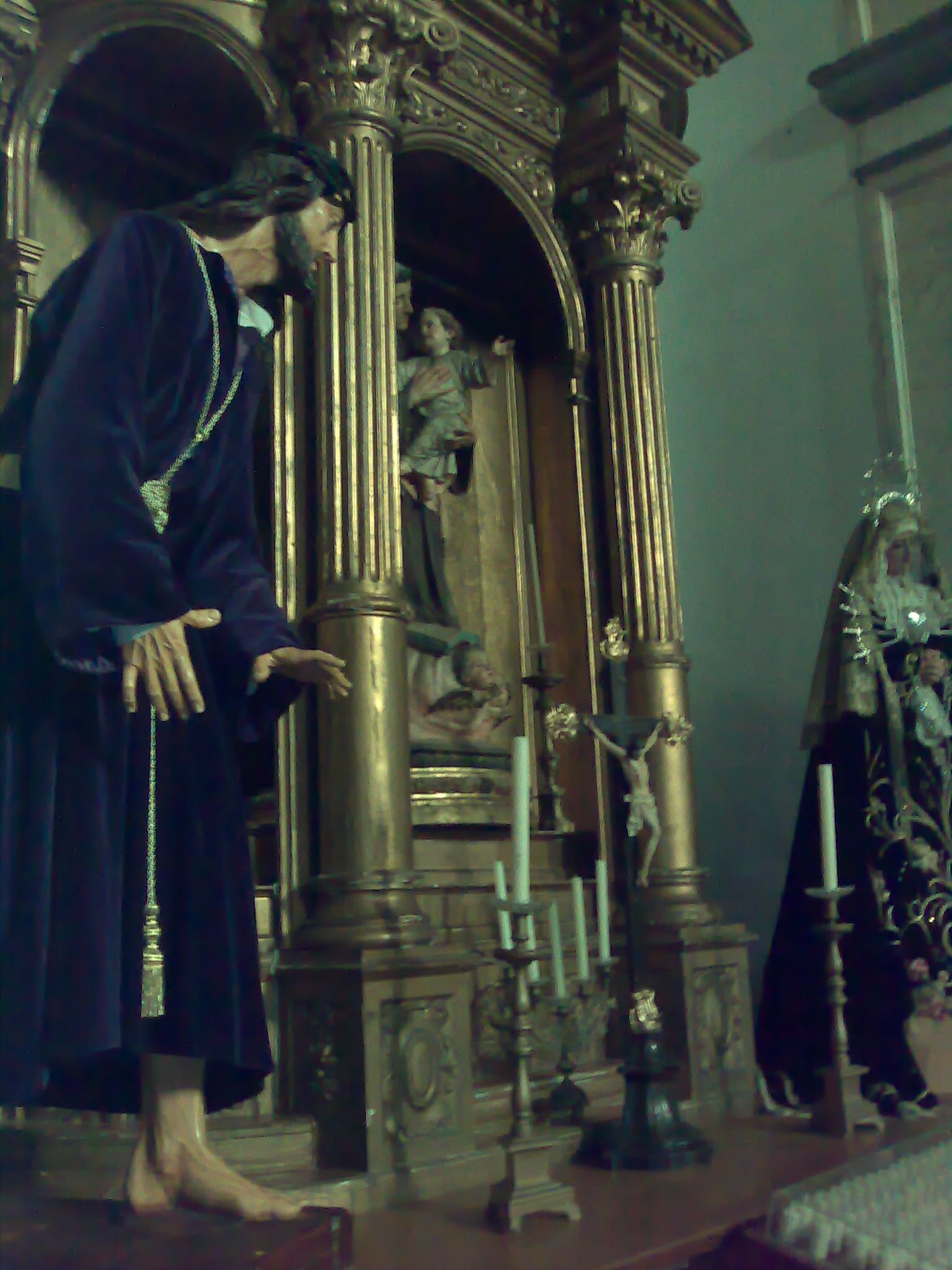
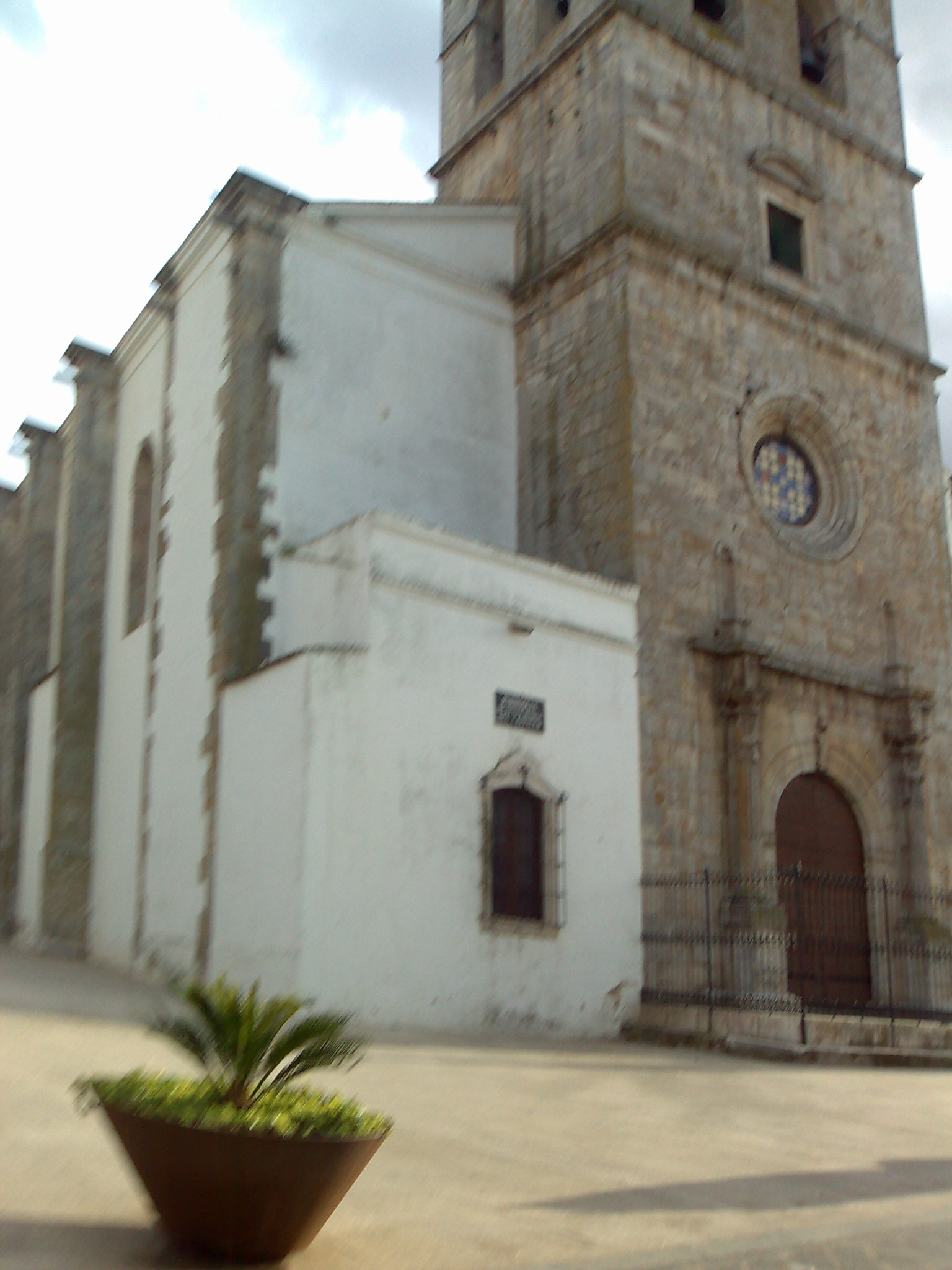
Fachada
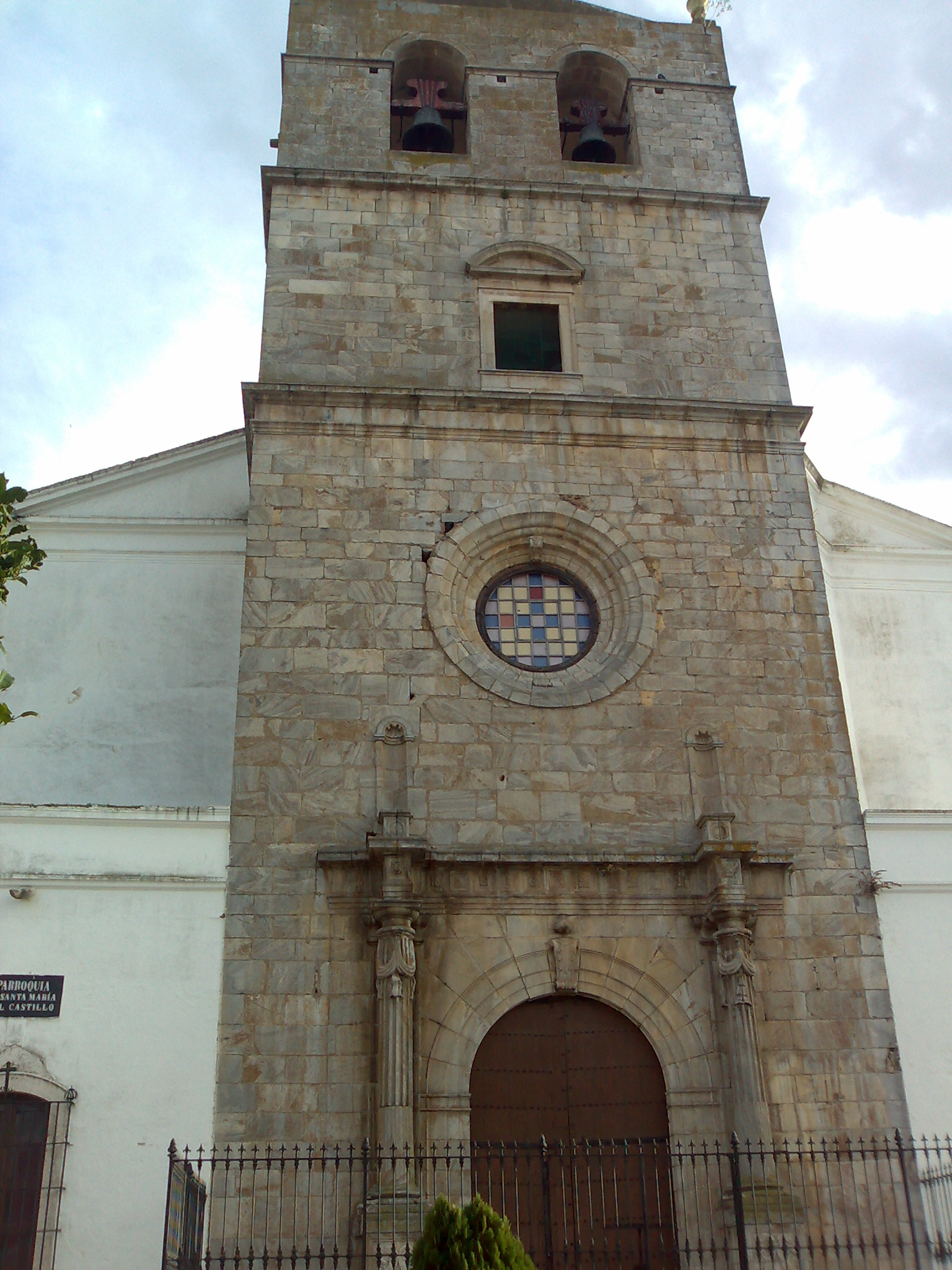
Fachada
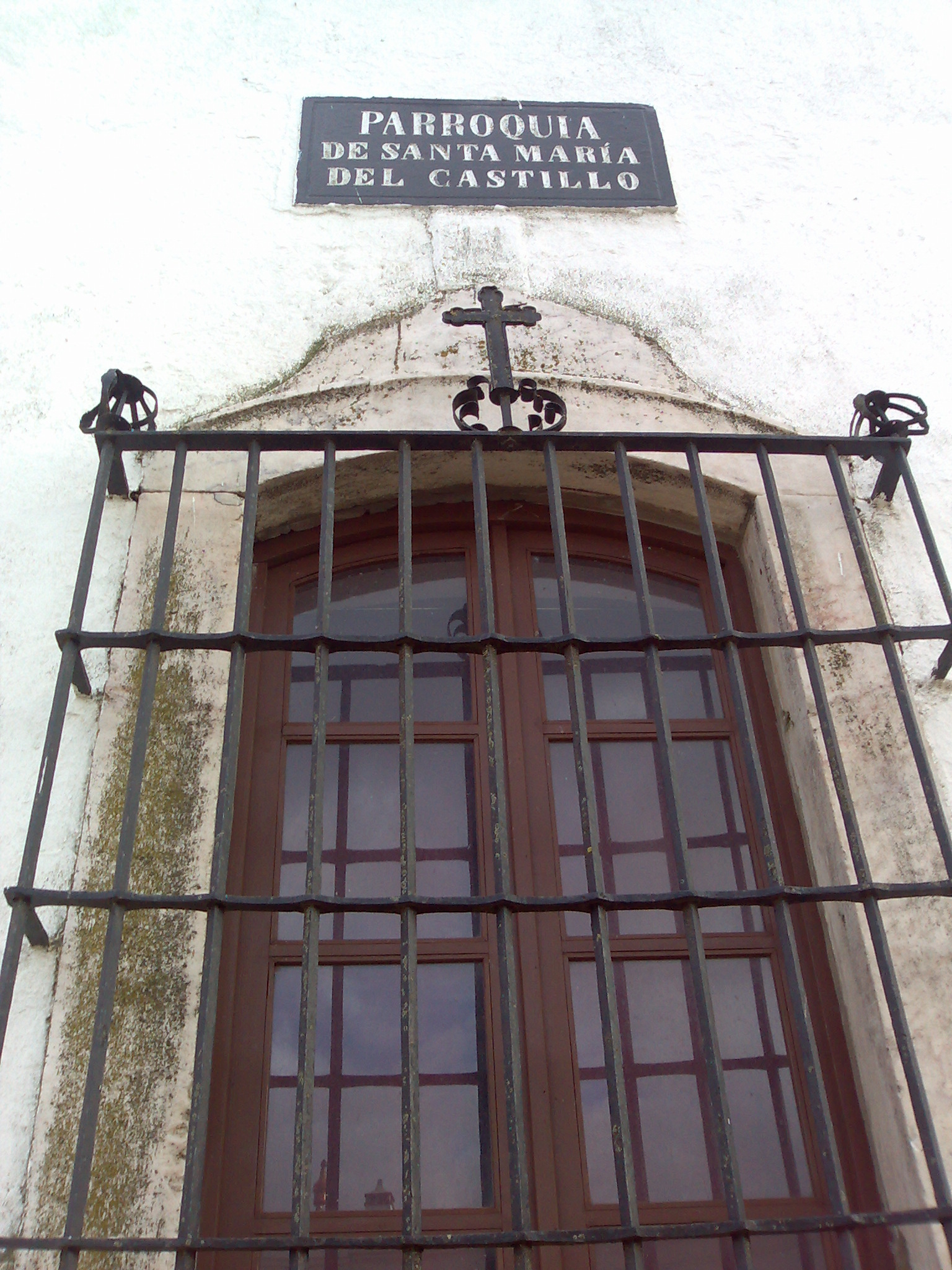
Janela frontal
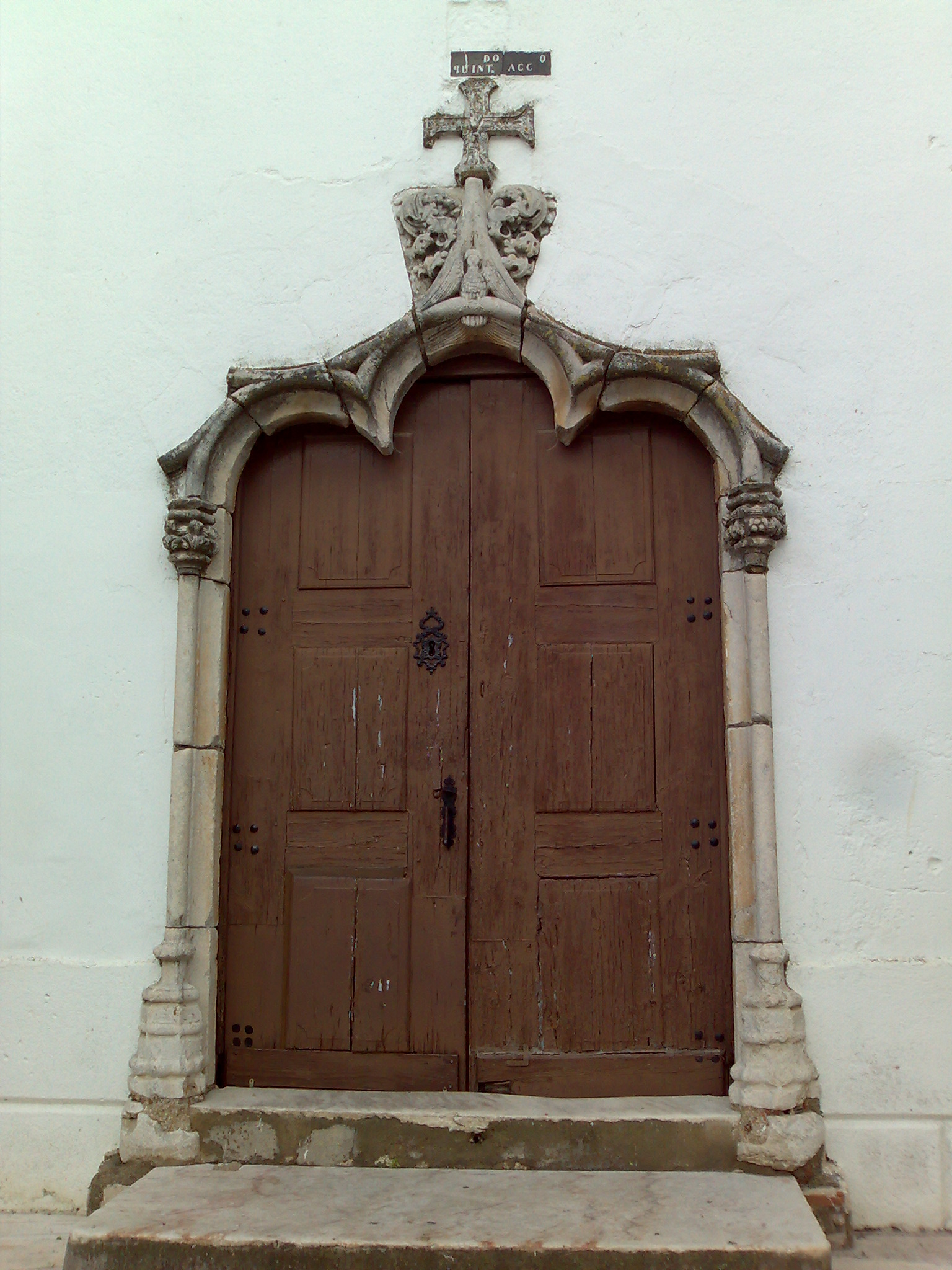
Porta lateral
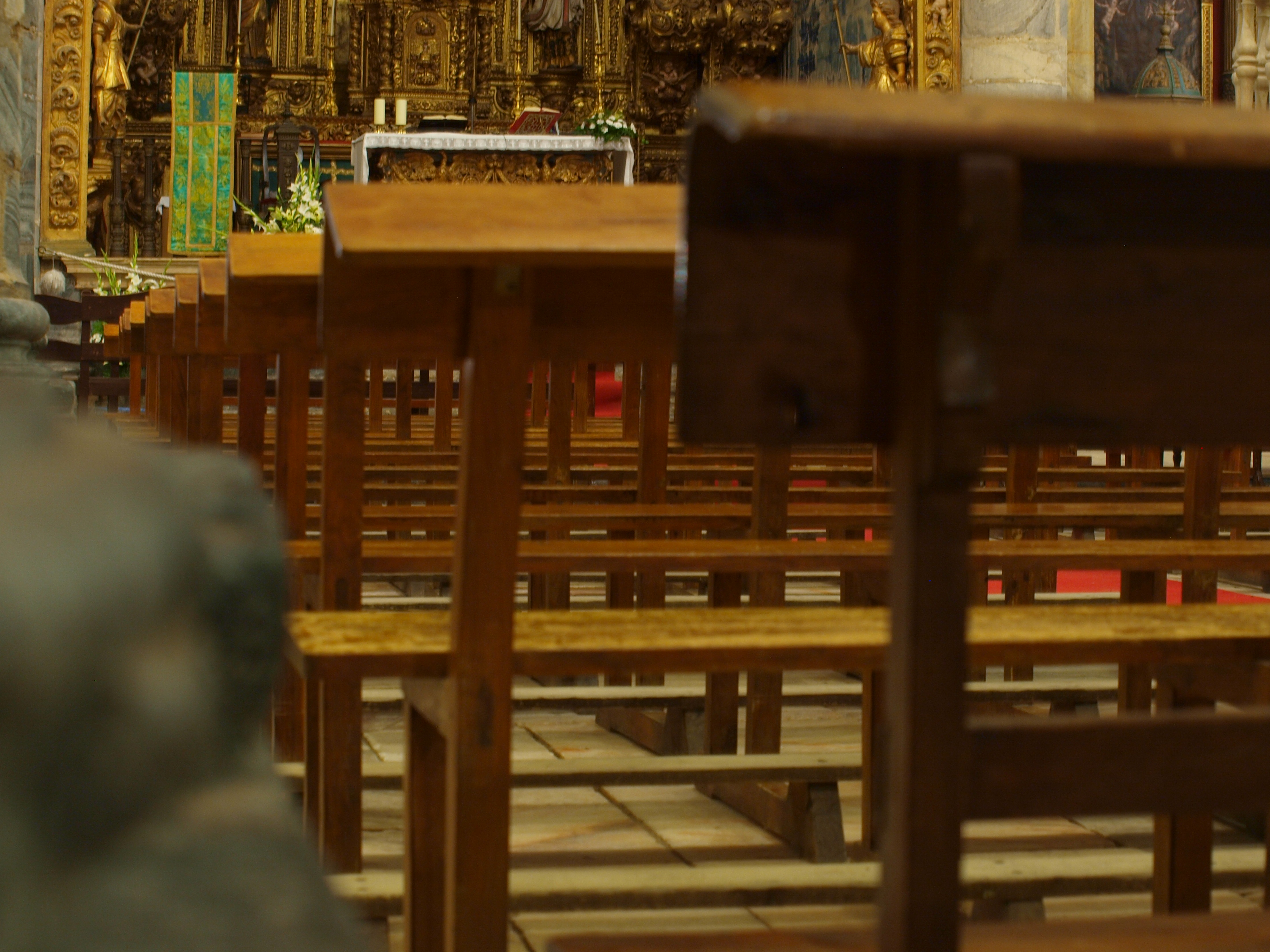
Bancos